# Velvet McIntyre
Pour les articles homonymes, voir McIntyre.
Velvet Mykietowich (née le 24 novembre 1961 à Elliot Lake) est une catcheuse canadienne connue sous le nom de ring de Velvet McIntyre. Elle est essentiellement connue pour son travail à la World Wrestling Federation (WWF).
Elle commence sa carrière en 1980 et remporte avec Princess Victoria le championnat par équipes féminine de la National Wrestling Alliance. Elle rejoint la WWF en 1984 où elle est la première championne par équipes féminine de la WWF avec Princess Victoria puis avec Desiree Peterson. Par la suite, elle remporte une fois le championnat féminin de la WWF et quitte la WWF en 1988. Par la suite, elle met sa carrière entre parenthèses avant de faire des apparitions ponctuelles dans des petites fédérations de catch d'Amérique du Nord et met un terme à sa carrière en 1998.

## Jeunesse
Velvet Mykiertowich est la fille de Stan Mykietowich, un catcheur connu sous le nom de ring de Moose Morowski. Elle a trois frères.

## Carrière de catcheuse

### Débuts (1980-1984)
Velvet Mykiertowich s'entraîne à l'école de catch de Sandy Starr dans l'Oregon après le lycée. Elle a comme partenaire d'entraînement Vickie Otis qui va devenir son équipière sous le nom de Princess Victoria,. Elle fait ses débuts au cours d'un spectacle de catch dans l'Idaho après quelques mois d'entraînement,. Durant sa première année comme catcheuse, elle se met à lutter sans bottes à la suite d'une blague d'un catcheur. Par la suite cela devient sa marque de fabrique. 

### World Wrestling Federation (1982; 1984-1990)
Ses deux premières apparitions à la WWF ont eu lieu en 1982, où elle a fait équipe avec Princess Victoria, mais elles perdent  2 fois d'affilée face à The Fabulous Moolah et Wendi Richter. McIntyre rejoint à nouveau la WWF en 1984, quelques années après la création de la fédération, en même temps que Princess Victoria. Dès leur arrivée, toutes deux deviennent les premières WWF Women's Tag Team Champions. L'équipe parviendra à défendre son titre face à Wendi Richter et Peggy Lee, puis Victoria sera remplacée par Desiree Petersen avec qui McIntyre commencera un nouveau règne de Women's Tag Team Champion. Elle et Petersen perdront leur titre face aux Glamour Girls (Judy Martin et Leilani Kai) en août 1985 lors d'un show en Égypte.
McIntyre débutera ensuite la compétition en solo, entrant immédiatement en rivalité avec The Fabulous Moolah. Elle s'emparera du WWF Women's Championship en battant Moolah le 3 juillet 1986 en Australie, mais perdra le titre six jours plus tard. Elle tentera de reconquérir le titre à WrestleMania 2 face à Moolah mais échouera. Plusieurs années plus tard, Moolah désignera McIntyre comme la meilleure catcheuse canadienne.
Durant l'année 1987, McIntyre perdit constamment contre Moolah et Sherri Martel. Aux Survivor Series 1987, son équipe gagne dans un match éliminatoire. Velvet McIntyre quittera la WWF en 1990.

## Palmarès
- International Championship Wrestling (ICW)
  - 2 fois championne féminine de l'ICW[6]
- National Wrestling Alliance (NWA)
  - 1 fois championne féminine du Canada de la NWA[7]
  - 1 fois championne féminine des États-Unis de la NWA[8]
  - 1 fois championne du monde par équipes de la NWA avec Princess Victoria[9]
- Southwest Championship Wrestling
  - 1 fois championne féminine du Texas[10]
- World Wrestling Federation
  - WWF Women's Championship (1 fois)
  - WWF Women's Tag Team Championship (2 fois: 1 fois avec Princess Victoria et 1 fois avec Desiree Petersen